# Кендігелян Михайло Васильович
Михайло Кендігелян (гаг. Mihail Kendighelean; 4 жовтня 1941, Комрат) — гагаузький політик у Республіці Молдова. Активний учасник антидержавного заколоту в місцях компактного проживання гагазуів. Виконував певні функції під час проголошення промосковського угруповання Республіки Гагаузія.

## Біографія
У 1990–1995 очолював Верховну Раду Гагаузської Республіки — законодавчий орган Гагаузії.
У 1999–2002 очолював Народні Збори — законодавчий і представницький орган Гагаузії.
У червні 2010 увійшов до складу засновників руху «Рада старійшин Гагаузії».